# Akira Kuroiwa
Akira Kuroiwa (jap. 黒岩彰 Kuroiwa Akira; ur. 6 września 1961 w Tsumagoi) – japoński panczenista, brązowy medalista olimpijski, trzykrotny medalista mistrzostw świata i dwukrotny medalista igrzysk azjatyckich.

## Kariera
Specjalizował się w dystansach sprinterskich. Pierwszy medal na arenie międzynarodowej wywalczył w 1983 roku, kiedy zwyciężył podczas mistrzostw świata w wieloboju sprinterskim w Helsinkach. Wynik ten powtórzył na rozgrywanych cztery lata później mistrzostwach w Sainte-Foy, a podczas mistrzostw świata w Karuizawie był trzeci. Lepsi w tych zawodach okazali się Ihar Żalazouski z ZSRR i Dan Jansen z USA. W 1986 roku zdobył złoto na 500 m i srebro na 1000 m podczas igrzysk azjatyckich w Sapporo. Ostatni medal wywalczył na igrzyskach olimpijskich w Calgary w 1988 roku, gdzie był trzeci w biegu na 500 m, za Uwe-Jensem Meyem z NRD i Janem Ykemą z Holandii. W sezonie 1986/1987 zajął drugie miejsce w klasyfikacji generalnej Pucharu Świata na dystansach 500 i 1000 m.
Jego brat Munehisa także uprawiał łyżwiarstwo szybkie.

### Mistrzostwa świata
- Mistrzostwa świata w wieloboju sprinterskim
  - złoto – 1983, 1987
  - brąz – 1986